# Red Bull Bragantino
O Red Bull Bragantino, também conhecido como RB Bragantino ou simplesmente Bragantino, é um clube esportivo brasileiro da cidade de Bragança Paulista, interior do estado de São Paulo. É controlado pela empresa multinacional de bebidas energéticas Red Bull.
O clube foi fundado com o nome de Clube Atlético Bragantino em 8 de janeiro de 1928, e suas cores de origem eram o preto e o branco. Entretanto, a partir da parceria com a empresa Red Bull GmbH, em 2019, passou a exibir também o vermelho em seu tradicional uniforme alvinegro.
O time teve um ápice no começo dos anos 1990, quando foi Campeão Paulista de 1990 e chegou à final do Campeonato Brasileiro de 1991, sendo um clube profissional oriundo de uma cidade com apenas 150 mil habitantes. Em 2019, associou-se à multinacional sediada na Áustria Red Bull, mudando sua identidade para Red Bull Bragantino no ano seguinte.

## História

### 1928–1948: Fundação e fase amadora
Desentendimentos em 1927 no Bragança Futebol Clube, tradicional clube amador da cidade, motivaram a fundação do Clube Atlético Bragantino, sob a presidência de José de Assis Gonçalves Júnior. No dia 8 de janeiro de 1928 é empossada a diretoria do clube, data que prevaleceria como oficial de fundação, após assembleia realizada em 1930. No ano seguinte o Braga conquista a Taça Raul Leme sobre o rival Bragança FC, recebendo da imprensa local o apelido de Massa Bruta.
Em 23 de julho de 1933 ocorre a primeira partida do Bragantino no Campo das Pedras, em jogo contra o time B do Palestra Itália (Antiga Sociedade Esportiva Palmeiras), com derrota por 3–1. Em 22 de abril do ano seguinte o campo é inaugurado oficialmente com vitória sobre o Paulista de Jundiaí por 3–0. Em 1938 o campo recebe o nome de Estádio Marcelo Stéfani, em homenagem ao presidente que esteve no comando do Bragantino até 1943. Nesse ano o Massa Bruta participa pela primeira vez do Campeonato Amador do Interior, organizando pela recém criada Federação Paulista de Futebol.
Em 1944 o Bragantino vence o América Futebol Clube pelo Campeonato Municipal, patrocinado pela FPF. Em homenagem pela conquista o presidente do clube, Cícero Marques, manda fazer um quadro com a figura do Leão, que se tornaria o mascote do time.

### 1949–1969: Profissionalismo e primeiro título

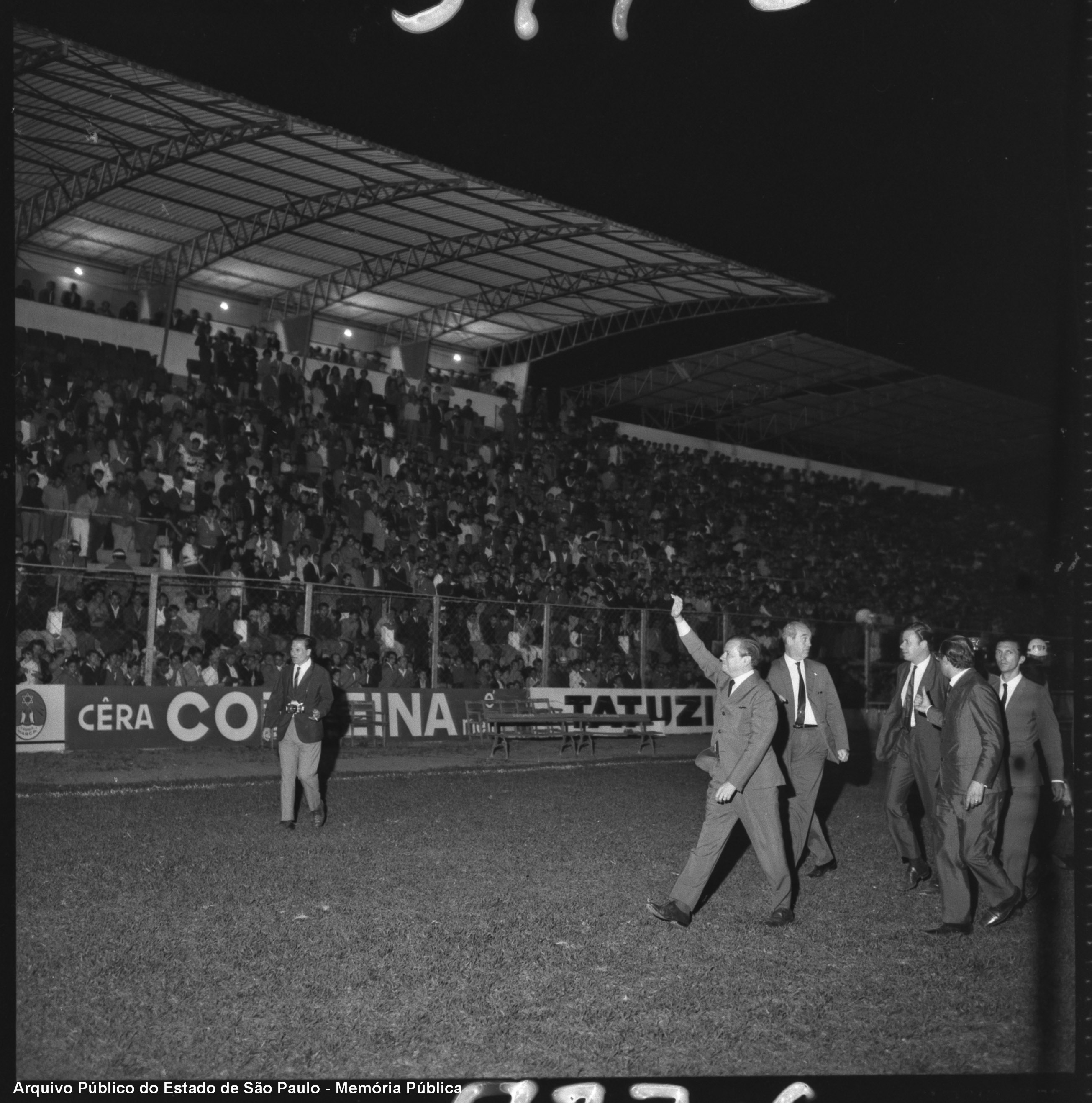
O governador Abreu Sodré durante a inauguração da iluminação do estádio de Bragança Paulista, 1968.
Arquivo Público do Estado de São Paulo

Em 1947 a FPF cria a Segunda Divisão do Campeonato Paulista de profissionais, e dois anos depois, em 1949, o Bragantino participa da competição pela primeira vez, ficando em 4.º lugar de seu grupo. Já nos anos de 1952 e 1953 o Bragantino avança para a Segunda Fase da competição, ficando em 6º lugar na classificação final. Mas foi a partir de 1956 que o Massa Bruta inicia uma sequencia de participações na Segunda Divisão com resultados mais expressivos. Na edição de 1958 se qualifica como 1º do seu grupo, avançando à Segunda Fase, conhecido como "Torneio dos Finalistas". Nesta fase o Braga somou 12 pontos, ficando 1 ponto atrás do líder Comercial, que se classificou para a final e conquistou o título.
Mais uma vez, em 1959, o Braga chegou à fase final, onde foi vice-campeão, dois pontos atrás do campeão Corinthians de Presidente Prudente. Com sólidas campanhas, mas ainda sem disputar uma final, o Massa Bruta termina o campeonato de 1961 na terceira posição geral, feito repetido em 1964.
Em 1965 o inevitável aconteceu. Após liderar a série "Duque de Caxias" somando 26 pontos, a equipe se credencia para a disputa da grande final contra o Barretos no Pacaembú. No primeiro jogo, vitória do Braga por 1–0, gol marcado por Hélio Burini. Na segunda partida o Barretos vencia até os 41 minutos do segundo tempo, foi quando o centroavante Nivaldo empata a partida e evita o terceiro jogo, conquistando o título e o direito de disputar o Campeonato Paulista de 1966. O acesso impulsionou a reforma do Estádio Marcelo Stéfani, mas no campo o Braga não conseguiu competir em pé de igualdade com as grandes equipes do estado, e terminou na última colocação, retornando a segunda divisão.
Em 1967, novamente o Braga chega ao quadrangular final junto com Paulista, XV de Novembro e Ferroviário, onde após seis partidas, Braga, Paulista e XV somaram os mesmos 4 pontos, terminado empatadas e forçando um triangular decisivo. O XV venceu o Paulista, o mesmo fez o Bragantino, deixando a decisão do título para o último jogo, com vitória do XV de Piracicaba no Pacaembu por 4–3. O Massa Bruta era Vice pela segunda vez.

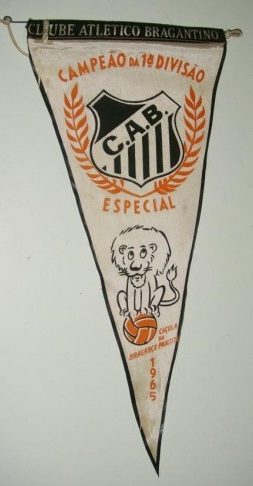
Flamula-comemorativa-bragantino-1965

No ano de 1968 o Braga chega a fase final do estadual novamente, onde seis equipes disputavam o "Torneio dos Finalistas" em pontos corridos, com todas as partidas realizadas na capital. Após empate com a Ponte Preta, e derrota para a Francana por 1–0, o Braga ficava distante da briga pelo título. Na terceira rodada ainda venceria o Barretos por 3–2, mas a derrota para o Paulista, e um empate com o Ferroviário, deixou o Braga na quarta colocação. Essa seria a última grande campanha do Bragantino na década, visto que em 1969 o clube não participou da competição.

### 1970–1979: Da quase extinção ao renascimento
Em 1970 a Federação Paulista cancelou a Lei do Acesso, decisão que desestimulou as equipes do interior, e afetou até mesmo o Massa Bruta. Mesmo assim, o Bragantino voltaria a disputar a segunda divisão em 1970, chegando até a semifinal, onde foi derrotado pelo Noroeste de Bauru pelo placar de 2–1. Fora de campo o clube já enfrentava problemas financeiros, e no ano seguinte novamente não participou de competições da FPF. Voltaria em 1973, mas de forma vergonhosa encerra o campeonato sem nenhuma vitória, necessitando convocar jogadores amadores da cidade para cumprir tabela. Entre 1974 e 1977 o Bragantino esteve ausente da competição.
Mais uma vez alterações trariam de volta o acesso para o campeão, mas o estadual ganhou mais divisões, e o Braga, punido por não competir nas últimas edições, voltaria em 1978 para disputar a Terceira Divisão, que na verdade era o equivalente a quinta e última divisão. Ainda com problemas financeiros e salários atrasados, chegou a perder por W.O. ao não colocar a equipe em campo.
O torcedor do Bragantino só voltaria a sorrir em 1979, ao disputar novamente a Terceira Divisão, dessa vez para fazer bonito. Ao chegar à final e vencer a equipe do Jalesense com duas vitórias por 4–1 em Bragança e 2–1 em Jales, o Bragantino conquistava seu segundo título da era profissional.

### 1980–1988: Retorno à elite estadual
Novamente o estadual voltava a ter apenas três divisões e o Bragantino, com a conquista de 1979, retornou à divisão de acesso em 1980. Mas foi somente no segundo turno de 1981 que o Massa Bruta fez boa campanha e disputou a segunda fase, ficando próximo de disputar a semifinal.
Já em 1982 por pouco o acesso não ocorreu. Após vencer o São Bernando na Semifinal, o Braga chegou ao Quadrangular Final. Após muita disputa, na última rodada Bragantino e Taquaritinga disputavam o título. Na partida preliminar no Parque Antártica, o Taquaritinga venceu o eliminado Mogi Mirim por 2–0, ficando um ponto à frente do Bragantino, que precisava de uma vitória simples na sequência para ser campeão diante do Araçatuba. O resultado de 0–0 frustrou ambos, mas o vice campeonato ainda deu a chance do Braga disputar a repescagem contra o XV de Jaú. Disputas jurídicas adiaram a disputa do rebolo para abril de 1983. O XV venceu por 3–2 o primeiro jogo, enquanto na segunda partida um empate por 1–1 manteve o Bragantino na segunda divisão.
Fracas campanhas marcaram os anos de 1983 e 1984. Em 1985, o Campeonato Paulista da Segunda Divisão foi disputado por 52 equipes, divididos em 4 grupos regionalizados, com o Bragantino ficando em quinto lugar do Grupo Verde, que classificava para a próxima fase os quatro primeiros.
Em 1986 o Massa Bruta avançou até a semifinal, mas caiu diante do São Bernardo, que possuía melhor campanha e jogou por um empate de 0–0 na terceira e decisiva partida. No ano seguinte, o Braga saiu da competição na primeira fase, ficando em quinto lugar de um grupo de nove times.
O ano de 1988 marcou o início da melhor fase da história do clube, pois nesse ano o Massa Bruta conquistou o título da "Divisão Especial", e retornou para a divisão principal do futebol paulista. O acesso veio antes da partida final, quando o Braga venceu o Ferroviário Ituano por 1–0 em Bragança, e garantiu matematicamente o primeiro lugar do grupo IV, na terceira fase da competição. O título diante do Catanduvense com vitórias por 2–0 em Catanduva e 3–0 em Bragança, coroou a grande campanha do time, que já tinha em seu elenco jogadores como Gil Baiano, Nei, Biro-Biro, Ivair e Luís Müller.

### 1989–1994: Anos dourados

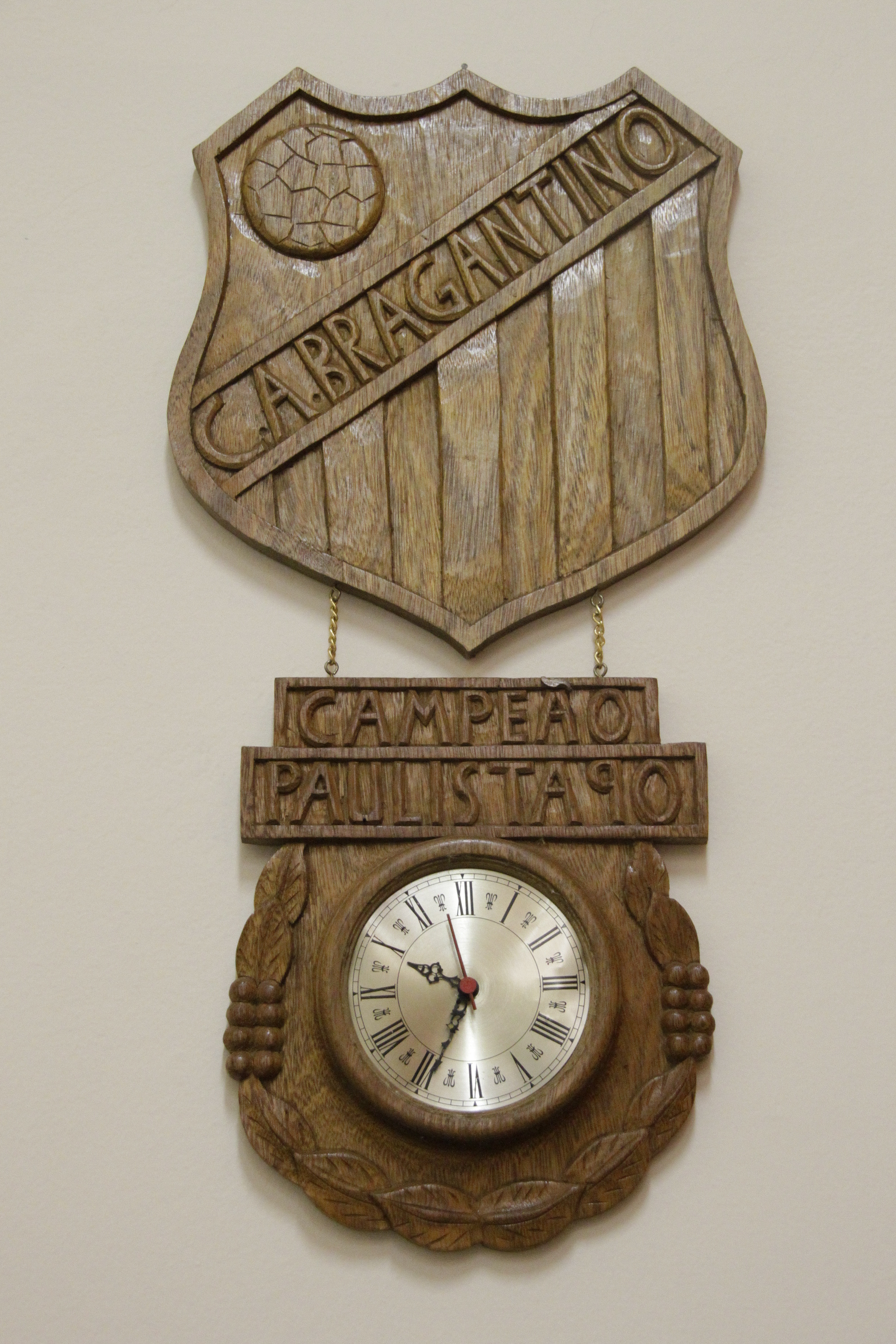
Relógio com o escudo do Bragantino, fazendo alusão ao título paulista de 1990.

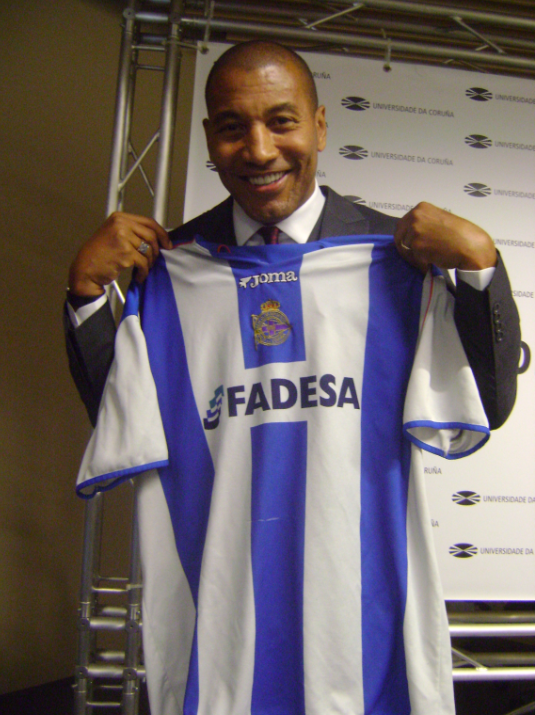
Mauro Silva, foi vice-campeão com o Bragantino em 1991.

No ano de 1989, o Clube Atlético Bragantino sagrava-se Campeão Brasileiro da Série B, vencendo outro clube Paulista na final, o São José Esporte Clube, garantindo assim acesso à Série A do Futebol Nacional, iniciando os Anos Dourados do clube de Bragança Paulista. Neste mesmo ano, o Bragantino eliminou o invicto Palmeiras no Campeonato Paulista.
Em 1990, o "Braga" estreava na elite do futebol nacional, terminando na oitava colocação dos 20 Clubes que disputaram essa edição. No entanto, esse fato não foi o melhor acontecimento do ano. No Campeonato Paulista, a equipe comandada pela até então revelação dos técnicos de futebol, Vanderlei Luxemburgo e por uma série de craques em nível de seleção brasileira, como o lateral direito Gil Baiano, o volante, futuramente campeão mundial na Copa de 1994 pela Seleção Brasileira, Mauro Silva e o centro avante Sílvio, que seria vice-campeão da Copa América pela Seleção Brasileira. O "Massa Bruta" enfrentaria o Novorizontino na "final caipira" sagrando-se campeão do Campeonato Paulista da Primeira Divisão de 1990.
No ano de 1991, o Braga ficou sem seu principal destaque, o treinador Vanderlei Luxemburgo. Contudo, a peça de reposição foi à altura; o clube de contratou ninguém menos que Carlos Alberto Parreira para o cargo de treinador, o elenco foi preservado e esse planejamento deu resultado: após terminar em segundo lugar na primeira fase do Brasileirão de 1991 o time se classifica para as semifinais do campeonato nacional daquele ano, enfrentando o Fluminense do Rio de Janeiro, que havia se classificado em quarto lugar. O Massa Bruta enfrentou e eliminou o Tricolor Carioca no Maracanã perante mais de 70.000 pessoas e se classificou para a grande final, ficando frente a frente contra o São Paulo, que eliminara o Atlético Mineiro.
Na partida realizada no Morumbi terminou 1–0 para o time da capital, gol de Mário Tilico. O segundo e decisivo jogo foi em Bragança Paulista, no então Estádio Marcelo Stéfani. Porém, o Alvinegro tentou mas não conseguiu furar a zaga adversária, empatando em 0–0 e deixando o título na mão do São Paulo Futebol Clube.
No ano de 1992, o Bragantino continuou com boas apresentações, terminando o Campeonato Brasileiro na fase de classificação em terceiro lugar. Segundo fontes confiáveis, se o Campeonato Brasileiro de 1992 fosse pelo sistema de pontos corridos, o campeão seria o Clube Atlético Bragantino.[carece de fontes?]
Neste mesmo ano, o clube faz sua estreia em Competições internacionais, jogando a Copa CONMEBOL; empatando os dois jogos contra o Grêmio e sendo desclassificado nas Penalidades máximas alternadas por 6–7.
Nos anos de 1993 e 1994 o Bragantino continua com campanhas regulares: nos campeonatos brasileiros termina em 19º em 1993, fruto do confuso regulamento desta edição, e em oitavo, no ano de 1994. E acaba sendo desclassificado novamente na primeira fase da Copa CONMEBOL, pelo Botafogo de Futebol e Regatas.

### 1995–2001: Anos difíceis
Em 1995, o Bragantino faz campanha pífia no Campeonato Paulista e acaba sendo rebaixado para a Série A-2 do futebol estadual, iniciando assim a decadência do clube no futebol paulista. No Campeonato Brasileiro, no entanto, a equipe conquistou um surpreendente sexto lugar na classificação final, atrás apenas de Botafogo (o campeão daquele ano), Santos, Fluminense, Cruzeiro e Palmeiras. Neste campeonato, o Braga teve como principal destaque o meia Kelly.
Neste ano, o Bragantino participa pela terceira vez na Copa CONMEBOL, onde o clube consegue eliminar o grande esquadrão do Palmeiras de 1996, o dos "100 gols", goleando por 5–1 na primeira partida. Já na segunda fase, o Braga é eliminado pelo Independiente Santa Fé com um resultado adverso de 1–0 na Colômbia.
No ano seguinte, em 1996, o Braga termina em último no Campeonato Brasileiro, sendo assim teoricamente rebaixado para a Série B junto com o Fluminense. Todavia, surge um suposto esquema de favorecimento de arbitragens nesta edição do certame nacional, denunciado através de imagens divulgadas no Jornal Nacional. Numa manobra já costumeira de proteger os clubes grandes, a CBF, antes mesmo de se tirar alguma conclusão concreta sobre o caso, que envolvia o Corinthians e o Atlético-PR, anula o Rebaixamento do Tricolor Carioca e, consequentemente, também do Bragantino, pois se seguisse o regulamento teria que rebaixar os dois envolvidos no escândalo conhecido como "Caso Ives Mendes".
Em 1997, o Bragantino, por meio dessa manobra para proteger os envolvidos no escândalo, disputa novamente o Campeonato Brasileiro da Série A, terminando em 22º lugar, escapando do rebaixamento pelos critérios de desempate, pois o Bahia, que terminara em 23º, tinha o mesmo número pontos que o Alvinegro. Entretanto, em 1998 o inevitável acontece: o time termina em penúltimo, apenas a frente do América-RN e cai para a Série B do Campeonato Brasileiro. Com a penúltima colocação, o Bragantino volta depois de oito participações consecutivas na Primeira Divisão para a Série B do Campeonato Brasileiro. Na estreia em 1999, o Braga termina na 12ª colocação, bem no meio da tabela de 22 clubes.
Em 2000, na Copa João Havelange, as divisões são anuladas e o clube passa a pertencer ao módulo amarelo. O clube fez uma péssima campanha e terminou em 30º deste módulo. Em 2001, a campanha de 1999 é repetida: o time fica novamente no meio da tabela, em 16º de 28 clubes, com uma campanha irregular. Este foi o último campeonato em que alguns dos maiores ídolos do clube jogaram juntos: Mazinho Oliveira, Sílvio, Alberto, João Santos, Gil Baiano e Pintado, sob o comando técnico do ex-zagueiro e capitão Nei. A desclassificação marcou o fim da vitoriosa geração.

### 2002–2004: Série C do Brasileirão
No ano de 2002, o time faz uma campanha irregular no Campeonato Paulista da Segunda Divisão (atual A-2). Em um dos seus jogos, é goleado impiedosamente pelo Esporte Clube São Bento de Sorocaba, com um placar acachapante. Aí, o time dá um último suspiro: disputa a Série B do Brasileiro pela última vez, terminando em último lugar, com 17 pontos de 75 disputados. Parecia que "o fim" do clube de Bragança Paulista estava decretado. Nesse mesmo ano o Bragantino faria sua estreia na Copa do Brasil como convidado, sendo eliminado na primeira fase pelo Paraná, embora, pelos critérios da CBF, já deveria ter participado da edição de 1991, por ser Campeão Paulista do ano anterior.
Com a queda da Série B de 2002, o Bragantino garante classificação automática para a Série C de 2003; o que seria a "última" chance do time, pois os critérios de classificação para o Campeonato brasileiro são as posições nos Campeonatos Estaduais da Primeira Divisão, e o Braga ainda amargava os grupos inferiores no Campeonato Paulista de Futebol.
O time começa bem na Série C, sendo primeiro de seu grupo na primeira fase. Nas fases seguintes de jogos eliminatórios de ida e volta, elimina, na sequência: Estrela do Norte-ES, Rio Branco-MG e Tupi-MG, até chegar a quinta e última fase eliminatória, de onde sairiam os quatro classificados para o quadrangular final.- O adversário é o Santo André, e num confronto épico onde na primeira partida no ABC, o Santo André goleia o Braga por 4–1; no jogo de volta em Bragança o Massa Bruta faz 3–1. e quase reverte o resultado, terminando em sexto lugar entre 93 clubes. No entanto esta fora a última chance na época, pois o acesso à série A-1 do Paulista, onde poderia novamente lutar pela Série C do Brasileiro, estava muito distante. Assim, o Bragantino fica fora de competições nacionais por três anos: 2004, 2005 e 2006.

### 2005–2007: A volta por cima
No ano de 2005, o Bragantino disputava mais uma vez a Série A-2 do Campeonato Paulista de futebol, transmitida pela TV Cultura de São Paulo. O Clube contava no banco com o jovem técnico Marcelo Veiga. Na primeira fase o Bragantino avança no grupo 2 com a terceira colocação. Na segunda fase o Braga vai para o grupo 3, onde, com uma vitória por 3–1 na última rodada sobre a Juventus na Rua Javari, conquista o acesso ao Paulistão de 2006, como segundo colocado de seu grupo.
Em 2006, o Bragantino volta a elite do futebol estadual, onde terminou na modesta 14ª posição. Suas principais partidas foram os empates em 3–3 com o São Paulo, e 1–1 com o Palmeiras no Estádio Palestra Itália. O artilheiro do Braga foi Marcos Aurélio, com 9 gols. Ainda no mesmo ano o Bragantino chegaria a final da Copa Federação Paulista, ficando com o vice-campeonato ao perder a final pelo placar agregado de 2–1 (0–1 e 1–1) diante da Ferroviária de Araraquara. Ao campeão o prêmio seria a disputa da Copa do Brasil, ao vice, o direito de disputar o Campeonato Brasileiro da Série C de 2007, competição que futuramente seria de fundamental importância para o Bragantino sonhar novamente com grandes conquistas.
Em 2007, o time alvinegro continuou com a boa trajetória no Campeonato Paulista, terminando a primeira fase na quarta colocação, atrás apenas de Santos, São Paulo e São Caetano, classificando-se assim para a semifinal, onde foi desclassificado pelo Santos. Do elenco de 2007, vários jogadores chamaram a atenção de grandes clubes do Brasil, e cinco foram contratados pelo Corinthians: o goleiro Felipe, os zagueiros Zelão e Kadu, além dos meio-campistas Moradei e Everton Santos. Já no Brasileiro da Série C, depois de 18 jogos e muitas emoções para se classificar nas fases anteriores, o Bragantino chegou ao octogonal final junto com Bahia, Vila Nova, ABC, CRAC, Atlético Goianiense, Barras e Nacional de Patos. O acesso, seria conquistado na penúltima rodada contra o Barras, em vitória em casa por 3–1. Na última rodada viria o tão festejado título, mesmo com derrota por 2–1 para o ABC-RN, em Natal. O Braga terminou a fase final com 26 pontos., dois a mais que o Bahia, que ficou com o vice.

### 2008–2014: Estabilidade
Disputando o Campeonato Paulista da Série A1 desde 2006, e o Campeonato Brasileiro da Série B desde 2008, o Bragantino alternou entre boas e más campanhas nas duas competições, bem como algumas boas aparições na Copa do Brasil.
No Paulistão, disputados por pontos corridos em 19 rodadas até 2013, o Braga permaneceu sempre na parte de baixo da tabela: 13º em 2008, 10º em 2009, 16º em 2010 e 15º em 2011. Em 2012, após boa campanha e contando com os gols de Giancarlo, que marcou 12 vezes, o time se classificou as quartas de final, onde foi derrotado em jogo único pela São Paulo por 4–1. Em 2013 ficou em 11º. Em 2014, com a mudança do sistema de disputa, agora divididos em 4 grupos de 5 equipes, o Braga ficou em segundo lugar no grupo, enfrentando o Palmeiras, líder do grupo. Novamente uma derrota no jogo eliminatório por 2–0 tirava as chances do título.
No Campeonato Brasileiro da Série B de 2008, após uma fraca campanha no primeiro turno, o Bragantino melhorou na segunda metade da competição, terminando em 7º lugar, a poucos pontos do acesso. O artilheiro do Braga foi Nunes, que anotou 15 gols competição. Em 2009 o Massa Bruta terminou o campeonato na 9ª posição com 53 pontos conquistados, ficando a 12 pontos do Atlético-GO, 4º colocado e último clube a garantir o acesso à Primeira Divisão. No ano de 2010, os mesmos 53 pontos, dessa vez em 8º lugar.
Em 2011, após obter 6 vitórias seguidas na competição (2–1 sobre o Paraná, 5–0 no ABC, 2–1 sobre o Barueri, 2–0 no São Caetano, 2–1 no Náutico e 2–1 sobre o Vila Nova), da 19ª à 24ª rodada, o Braga passou a brigar pelo acesso. Na penúltima rodada, figurando na 4ª colocação e jogando em casa contra o ASA, o Bragantino buscava os 3 pontos para depender somente de suas forças no último jogo, e assim poder retornar divisão de elite do futebol nacional após 13 anos, mas uma inesperada derrota o deixou apenas com chances matemáticas, terminando na 6ª posição, com 58 pontos.
Ainda pelo Brasileiro da Série B, nos 3 anos seguintes, o Bragantino esteve sempre na parte de baixo da tabela: 14.º em 2012, 12.º em 2013, e 16.º em 2014, onde escapou do rebaixamento na última rodada, ao bater a equipe o ABC por 2–0 em Natal, em uma partida inusitada que contou com o apoio do time da casa aos gritos de "vamos ganhar, Braga!". A vitória do Bragantino rebaixava para a Série C o rival América.
Nesse período seria constante a presença do Braga na Copa do Brasil, participando da edição de 2008 (por ser 4.º colocado no Estadual 2007), e de 2013 em diante pelos critérios do ranking da CBF, considerando também que o números de clubes aumentou de 32 para 64 a partir de 2001. O melhor resultado ocorreu em 2014, quando o Bragantino eliminou Lajeadense, Figueirense e São Paulo, até chegar as oitavas de final contra o Corinthians, vencendo o primeiro jogo por 1–0, e perdendo depois por 3–1.
Ainda prevalecendo a parceria com o Corinthians, outros jogadores que se destacaram nesse período no Bragantino seriam transferidos para o time da capital: os atacantes Romarinho e Bill, o lateral Diego Macedo, o meio-campista Paulinho (Seleção Brasileira) e o zagueiro Felipe.

### 2015–2017: Rebaixamento no Paulista e Série B
Decepções viriam em 2015 com o rebaixamento no Campeonato Paulista, onde o Bragantino ficou na última posição de seu grupo, e 19º colocado na classificação geral. Com problemas dentro e fora de campo, esperava-se que no Brasileiro da Série B a luta também fosse para não cair, mas para surpresa geral, e com o bom futebol apresentado por Alan Mineiro (12 gols) e Jobinho (11), o Bragantino chegou a entrar no G4, mas uma derrota para o Ceará na rodada seguinte tirou as chances de brigar pelo acesso. Assim como em 2011, o Bragantino amargava mais uma vez a 6ª colocação no campeonato.
Começando embalado a disputa do Campeonato Paulista da Série A2 em 2016, o Bragantino terminou a fase de pontuação em segundo lugar, classificando para as quartas de final, onde foi derrotado nos pênaltis pela equipe do Batatais. Já no Campeonato Brasileiro da Série B, o desempenho foi bem abaixo do esperado, e o Bragantino ficou apenas na 19ª posição, sendo rebaixando a terceira divisão do campeonato nacional.

### 2017–2018: Volta à Primeira Divisão do Campeonato Paulista
Disputando a série A2 do Paulista 2017, o Bragantino terminou a fase de grupos da competição em 4º lugar, se classificando para as semifinais do campeonato, onde enfrentou o líder da primeira fase, Água Santa. O primeiro jogo foi realizado no dia 29 de abril em Bragança Paulista, no Estádio Nabi Abi Chedid. O Bragantino saiu vitorioso pelo placar de 1–0, tendo a vantagem do empate no jogo de volta. O segundo jogo foi realizado no dia 2 de maio em Diadema, no estádio Distrital do Inamar. O Água Santa precisava da vitória de 2 gols de diferença para se classificar, porém o jogo terminou 1–0 para a equipe de Diadema, levando a decisão para os pênaltis. Após vencer a disputa de pênaltis pelo placar de 5–3, o Bragantino conquistou o direito de disputar a Série A1 do Paulista 2018. Na final o Bragantino jogou fora de casa, em partida única, e foi derrotado pelo São Caetano por 2–1, ficando com o vice-campeonato.

### 2019: Parceria com o Red Bull Brasil e Ascensão

#### Acesso a Série A do Campeonato Brasileiro
Em março de 2019, o Bragantino anunciou uma parceria com o Red Bull Brasil, de Campinas, tendo como objetivo inicial do clube campineiro o acesso à Série A do Campeonato Brasileiro. O acordo também visaria melhorias no Estádio Nabi Abi Chedid.
Com campanha de destaque no Brasileirão da Série B do mesmo ano, no dia 5 de novembro após uma vitória de 3-1 contra o Guarani, o clube assegurou sua volta a elite do futebol brasileiro, depois de muito tempo, e tendo planos de disputar a Libertadores num prazo de 5 anos.
No dia 15 de novembro, o clube se consagrou campeão Brasileiro da Série B após o empate com o Criciúma de 1-1, garantindo a taça com duas rodadas de antecedência.

## Estádio
Em 2009, o nome do estádio mudou para Estádio Nabi Abi Chedid, o que gerou grande polêmica na cidade, pois Nabi Abi Chedid, já falecido, era pai do atual presidente do clube Marquinhos Chedid. Antes, o estádio do time do Bragantino era Estádio Marcelo Stéfani. Construído em 1949 através do sistema de mutirão, ou seja, pelos próprios torcedores do Massa Bruta, hoje conta com a capacidade máxima de 17.724 assentos.
Uma das curiosidades é que abaixo do gramado foi colocado mais de três metros de palhas para forrar o solo, formando assim um sistema de drenagem de técnica simples e eficaz que garante incrível absorção de água nos dias de chuva.
Atualmente passa por uma reforma estrutural, com a construção de um novo saguão, bares e restaurantes, instalação de rede WI-FI (1º estádio do Brasil), novos camarotes, novas instalações para os profissionais da imprensa, novos banheiros, além da cobertura parcial da arquibancada e do reforço da sustentação do estádio.
Devido a obras de expansão no Nabi Abi Chedid, o Bragantino jogará temporariamente no Estádio Municipal Cícero de Souza Marques, de propriedade da Prefeitura de Bragança Paulista. O Massa Bruta investiu cerca de R$ 22 milhões de reais para a reformulação do estádio.

## Títulos
| NACIONAIS | NACIONAIS                             | NACIONAIS | NACIONAIS                 |
|           | Competição                            | Títulos   | Temporadas                |
| --------- | ------------------------------------- | --------- | ------------------------- |
|           | Campeonato Brasileiro - Série B       | 2         | 1989 e 2019               |
|           | Campeonato Brasileiro - Série C       | 1         | 2007                      |
| ESTADUAIS |                                       |           |                           |
|           | Competição                            | Títulos   | Temporadas                |
|           | Campeonato Paulista                   | 1         | 1990                      |
|           | Campeonato Paulista - Série A2        | 2         | 1965 e 1988               |
|           | Campeonato Paulista - Segunda Divisão | 1         | 1979                      |
|           | Troféu do Interior Paulista           | 1         | 2020                      |
|           | Torneio Início Paulista               | 1         | 1991                      |
| TOTAL     |                                       |           |                           |
|           | Títulos                               | Total     | Conquistas                |
|           | Títulos oficiais                      | 9         | 3 Nacionais e 6 Estaduais |

### Campanhas de destaque
| DESTAQUES             | DESTAQUES           |
| Competição            | Resultados          |
| --------------------- | ------------------- |
| Copa Sul-Americana    | Vice-campeão (2021) |
| Campeonato Brasileiro | Vice-campeão (1991) |

## Participações
|  | Participações em 2025 |

| Competição         | Competição                   | Temporadas              | Melhor campanha                            | Estreia | Última | A | R |
| São Paulo          | Campeonato Paulista          | 26                      | Campeão (1990)                             | 1966    | 2025   |   | 3 |
| São Paulo          | Série A2                     | 38                      | Campeão (1965 e 1988)                      | 1949    | 2017   | 4 | – |
| São Paulo          | Segunda Divisão              | 2                       | Campeão (1979)                             | 1978    | 1979   | 1 |   |
| São Paulo          | Copa Paulista                | 6                       | Vice-campeão (2006)                        | 2006    | 2023   |   |   |
| Brasil             | Campeonato Brasileiro        | 15                      | Vice-campeão (1991)                        | 1990    | 2025   |   | 1 |
| Brasil             | Série B                      | 15                      | Campeão (1989 e 2019)                      | 1989    | 2019   | 2 | 2 |
| Brasil             | Série C                      | 4                       | Campeão (2007)                             | 2003    | 2018   | 2 | – |
| Brasil             | Copa do Brasil               | 14                      | Oitavas de final (2014, 2020, 2024 e 2025) | 2002    | 2025   |   |   |
|                    | Copa Libertadores da América | 2                       | Fase de Grupos (2022)                      | 2022    | 2024   |   |   |
| Copa Sul-Americana | 3                            | Vice-campeão (2021)     | 2021                                       | 2024    |        |   |   |
| Copa CONMEBOL      | 3                            | Quartas de final (1996) | 1992                                       | 1996    |        |   |   |

## Elenco atual
Última atualização: 9 de agosto de 2025.

## Estatísticas

### Maiores artilheiros
Atualizado até 13 de julho de 2024.
| #  | Jogador       | Posição    | Anos             | Gols | Ref.                |
| -- | ------------- | ---------- | ---------------- | ---- | ------------------- |
| 1  | Lincom        | Atacante   | 2011 – 2017      | 73   | [ 43 ]              |
| 2  | Ytalo         | Atacante   | 2019 – 2022      | 51   |                     |
| 3  | Léo Jaime     | Atacante   | 2009 – 2016/2018 | 46   | [carece de fontes?] |
| 4  | Artur         | Atacante   | 2020 – 2023      | 38   | [ 44 ]              |
| 5  | Claudinho     | Meio-campo | 2019 – 2021      | 32   | [ 45 ]              |
| 6  | Helinho       | Atacante   | 2020 –           | 29   | [carece de fontes?] |
| 7  | Alerrandro    | Atacante   | 2020 – 2023      | 26   | [carece de fontes?] |
| 8  | Eduardo Sasha | Atacante   | 2023 –           | 24   | [carece de fontes?] |
| 9  | Thiago Borbas | Atacante   | 2023 –           | 21   | [carece de fontes?] |
| 10 | Luan Cândido  | Lateral    | 2020 –           | 20   | [carece de fontes?] |

### Mais jogos
Atualizado até 13 de julho de 2024.[carece de fontes?]
| #  | Jogador            | Posição    | Anos             | Jogos | Ref.                |
| -- | ------------------ | ---------- | ---------------- | ----- | ------------------- |
| 1  | Cleiton            | Goleiro    | 2020-Atual       | 260   | [carece de fontes?] |
| 2  | Cleiton            | Atacante   | 2009 – 2016/2018 | 250   | [carece de fontes?] |
| 3  | Aderlan            | Zagueiro   | 2019 – 2023      | 218   | [carece de fontes?] |
| 4  | Léo Ortiz          | Zagueiro   | 2019 – 2024      | 198   | [ 46 ]              |
| 5  | Marcelo Martelotte | Goleiro    | 1989 – 1996      | 193   | [carece de fontes?] |
| 6  | Jadsom Silva       | Meio-campo | 2020 –           | 177   | [carece de fontes?] |
| 7  | Artur              | Atacante   | 2020 – 2023      | 170   | [ 44 ]              |
| 8  | Lucas Evangelista  | Meio-campo | 2020 –           | 175   | [carece de fontes?] |
| 9  | Helinho            | Atacante   | 2020 –           | 171   | [carece de fontes?] |
| 10 | Ytalo              | Atacante   | 2019 – 2022      | 158   | [carece de fontes?] |
| 11 | Eric Ramires       | Meio-campo | 2020 –           | 164   | [carece de fontes?] |
| 12 | Luan Cândido       | Lateral    | 2020 –           | 162   | [carece de fontes?] |

## Histórico em competições internacionais

### Copa Conmebol

#### Copa Conmebol de 1992
- Primeira fase:

Jogo de ida: Bragantino 2x2 Grêmio (B: Mauricinho e João Santos. G: Carlos Miguel e Luciano) - Estádio Marcelo Stéfani, em Bragança Paulista.
Jogo de volta: Grêmio 1(7)x(6)1 Bragantino (G: Jandir. B: Alberto) - Estádio Olímpico, em Porto Alegre.

#### Copa Conmebol de 1993
- Primeira fase:

Jogo de ida: Botafogo 3x1 Bragantino (BO: Sinval (2) e Marcelo Carioca. BR: Nei) - Estádio Caio Martins, em Niterói.
Jogo de volta: Bragantino 2x3 Botafogo (BR: Alberto e Ludo. BO: Sinval (2) e André Duarte) - Estádio Marcelo Stéfani, em Bragança Paulista.

#### Copa Conmebol de 1996
- Primeira fase:

Jogo de ida: Bragantino 5x1 Palmeiras (B: Kelly (2), Sandro Blum (contra), Alex e Gilson Batata. P: Luizão) - Estádio Marcelo Stéfani, em Bragança Paulista.
Jogo de volta: Palmeiras 3x0 Bragantino (P: Djalminha, Viola e Leonardo) - Parque Antárctica, em São Paulo.
- Segunda fase:

Jogo de ida: Independiente Santa Fe (COL) 1x0 Bragantino (I: Wittinghan) - El Campín, em Bogotá.
Jogo de volta: Bragantino 0x0 Independiente Santa Fe (COL) - Estádio Marcelo Stéfani, em Bragança Paulista.

### Copa Sul-Americana

#### Copa Sul-Americana de 2021
- Fase de grupos

1ª rodada: Red Bull Bragantino 2x1 Deportes Tolima (COL) (RBB: Castrillón (contra) e Ytalo. DT: Mosquera) - Estádio Nabi Abi Chedid, Bragança Paulista

## Presidentes
- 1928:  José de Assis Gonçalves Júnior
- 1928-1930:  Ismael Aguiar Leme
- 1931:  Normando Medeiros
- 1932:  João Assis Gonçalves Júnior
- 1933:  José de Aguiar Leme
- 1934:  Felipe Rodrigues Siqueira Netto
- 1935:  Domingos Leonardi
- 1936-1937:  Virgilio Brunelli
- 1938:  Alberto Ferreira Diniz
- 1938-1943:  Marcelo Stéfani
- 1943:  Alberto Ferreira Diniz
- 1943:  Cícero de Souza Marques
- 1944:  José Lamartine Cintra
- 1945:  Marcelo Stéfani
- 1946:  Oswaldo de Assis Gonçalves
- 1947-1948:  Cícero de Souza Marques
- 1949:  Azildo Franchi
- 1950-1951:  Gilberto de Oliveira Lira
- 1952:  José de Aguiar Leme
- 1953:  Luiz Gonzaga Ribeiro
- 1954-1955:  José de Aguiar Leme
- 1956:  João Damasceno de Oliveira
- 1957:  Monsenhor Bonucci
- 1958:  Alfredo Faraht
- 1958-1959:  Adib Mimessi
- 1959-1977:  Nabi Abi Chedid
- 1977-1978:  Percival de Melo Lopes
- 1979-1980:  José Roberto Bonucci
- 1980:  Luiz Francisco Villaça
- 1981:  Jorge Abrão Judar
- 1982:  Renato Helena
- 1983:  Rubens Russo
- 1984:  Márcio Gueresten
- 1985:  George Paganoni
- 1986:  Narcis Luiz do Prado
- 1986:  Tarquinio Tomazetto
- 1987:  José Luís A. Pinto
- 1988-1996:  Jesus Abi Chedid
- 1997:  Sidney Machado
- 1998-2019:  Marco Antônio Nassif Abi Chedid
- 2019-2023:  Thiago Roberto Scuro
- 2023-atualmente:  Diego Cerri

## Treinadores
- Raul P. Mello (1933)[47][48]
- Dados indisponíveis (1934–1985)
- Ocimar dos Santos Dutra (Dados indisponíveis)
- Sidney Cotrin (1964)
- Arthur Zogminoni (1965) Campeão Paulista da série A2
- João Avelino - Neivaldo (1966)
- Antônio Elias Julião (1967)
- Capitão João (1968)
- Orlando Bianchini (1986)
- Dados indisponíveis (1987)
- Norberto Lopes (1988)
- Vanderlei Luxemburgo (1989–1990)
- Carlos Alberto Parreira (1991)
- Candinho (1992)
- Ênio Andrade (1992)
- Givanildo Oliveira (1993)
- Dušan Drašković (1994)
- Cilinho (1994)
- Sérgio Ramírez (1994)
- Júlio César Leal (1995)
- João Carlos Costa (1995)
- Vagner Benazzi (1996)
- Jair Pereira (1996)
- Cassiá (1997)
- Sérgio Cosme (1998)
- Heron Ferreira (1998)
- Celso Teixeira (1999)
- Jair Pereira (1999)
- Eli Carlos (1999)
- Dados indisponíveis (2000–2003)
- Marcelo Veiga (2004–2005)
- Nicanor de Carvalho (2006)
- Marcelo Veiga (2006–2007)
- Roberval Davino (2007)
- Marcelo Veiga (2007–2012)
- Roberto Cavalo (2012)
- Vagner Benazzi (2012)
- Mazola Júnior (2013)
- Vagner Benazzi (2013)
- Marcelo Veiga (2013–2014)
- Mazola Júnior (2014)
- Paulo César Gusmão (2014)
- André Luiz (2014)
- Marco Aurélio Moreira (2015)
- Márcio Araújo (2015)
- Vagner Benazzi (2015)
- Osmar Loss (2015)
- Wagner Lopes (2015)
- Léo Condé (2016)
- Toninho Cecílio (2016)
- Marcelo Veiga (2016)
- Estevam Soares (2016)
- Alberto Félix (2017)
- Roberto Fonseca (2017)
- Marcelo Veiga (2017)
- Marcelo Veiga (2018–2019)
- Antônio Carlos Zago (2019)
- Vinícius Munhoz (2020) (interino)
- Felipe Conceição (2020)
- Maurício Barbieri (2020–2022)
- Pedro Caixinha (2023–2024)
- Fernando Seabra (2024–)

## Uniforme
Este conjunto foi usado pelo Bragantino durante os campeonatos após conquistar o Paulista de 1990. Nasceu a camisa 'carijó'. O atual presidente, Marcos Antonio Nassif Abi Chedid, filho de Nabi, queria algo novo para o Brasileiro, depois do time ter conquistado o título do Paulista de 1990, com Luxemburgo. A camisa, de toda branca, foi desenhada então com desenhos em losangos e trapézios, para um efeito tridimensional, com a cor prata além do preto e branco. O apelido da camisa, de "carijó", apareceu com o tempo. No Paulista 2007, acima da estrela do distintivo, foi colocada a frase "Eternamente Nabi", em homenagem ao dirigente, que morreu em 2006.
Em 2019 e 2020, após ser adquirido pela Red Bull o time mudou seu uniforme para alinhar com o usado por outros times da Red Bull, como o RB Leipzig, RB Salzburg e New York Red Bulls.

## Ranking da CBF
- Posição: 20º
- Pontuação: 7.789 pontos

Obs.: Ranking criado pela Confederação Brasileira de Futebol que pontua todos os times do Brasil, atualizado em 16 de dezembro de 2022.